# Dark Tranquillity
Dark Tranquillity (с англ. — «Тёмное спокойствие», «Мрачное спокойствие») — шведская метал-группа, созданная в 1989 году в Гётеборге, под названием Septic Broiler. После записи демо Enfeebled Earth музыканты изменили название на Dark Tranquillity. Наряду с In Flames и At the Gates считаются одними из пионеров жанра мелодичного дэт-метала.
Вышедший в 1993 году дебютный альбом Skydancer получил распространение в андеграунде. После выпуска второго альбома The Gallery в 1995 году, группа получила признание более широкой аудитории слушателей. Альбом был отнесён к классике жанра наряду с The Jester Race и Slaughter of the Soul.
Характерные черты музыки Dark Tranquillity изменялись по мере развития коллектива. На ранних альбомах основной упор делался на жёсткие гитарные риффы. После выпуска четвёртого альбома Projector в 1999 году, общее звучание коллектива сместилось в сторону готик-метала: увеличилось количество партий сыгранных гитарным перебором и клавишных, а вокальные партии разнообразил чистый вокал. После выхода альбома Haven группа продолжила эксперименты со своим музыкальным стилем, направленные на облегчение музыки и придания ей современного звучания.
Тематика и оформление ранних альбомов, а также тексты песен группы связаны со скандинавской мифологией, материализмом, эзотерикой, смертью. Более поздний материал включает в себя как философию, психологию (альбом Character полностью посвящён чертам характера), так и лирические баллады («Auctioned» и «Day To End»).
Вышедший в апреле 2009 года фильм Out of Nothing: A DT Documentary описал Dark Tranquillity как основоположников Гётеборгской сцены, а также группу, чей вклад способствовал развитию шведского дэт-метала.

## История

### Ранний период (1989—1993)
Группа была сформирована в 1989 году в городе Гётеборг, Швеция, пятью участниками: Микаэль Станне (ритм гитара), Никлас Сундин (соло гитара), Мартин Хенриксон (бас), Андерс Йиварп (ударные) и Андерс Фриден (вокал) под названием Septic Broiler. Вдохновленные творчеством таких коллективов как Helloween, Iron Maiden, и Kreator в 1990 году группа выпустила демо под названием Enfeebled Earth в жанре трэш-метал. Материал состоял из 3 песен общей продолжительностью около 16 минут. После чего группа решила изменить название на Dark Tranquillity. В 1991 году было выпущено второе демо Trail of Life Decayed, содержащее 4 более мрачных, медленных и тяжелых песни, все ещё выдержанных в стиле трэш-метал.
В 1992 году группа выпускает мини-CD A Moonclad Reflection. Вместе с At The Gates, Dark Tranquillity начинают экспериментировать со звучанием, сочетавшее элементы хэви-метала, дэт-метала, трэш-метала и блэк-метала, переплетенные воедино. Этот мини-CD не остался без внимания и в 1992 году группа подписала контракт с Spinefarm Records на выпуск 1 альбома.

### Skydancer(1993)
С начала 1993 года группа занялась написанием нового материала, и 30 августа 1993 года вышел первый полноформатный альбом Skydancer. После выхода альбома группу покинул Андерс Фриден, решив сосредоточиться на Ceremonial Oath. Микаэль Станне взял на себя роль вокалиста. Некоторое время он играл на гитаре и исполнял все вокальные партии. Затем в группу было решено взять Фредрика Йоханссона, а Микаэль сосредоточился на вокале.
В 1994 году группа занималась поиском лейбла и заключила контракт с Osmose Production. Тем временем Микаэль Станне поучаствовал на дебютном альбоме In Flames в качестве сессионного вокалиста. В начале 1995 года группа выпустила EP Of Chaos And Eternal Night, содержащее 3 новых песни и 1 песню из альбома Skydancer.

### The Gallery(1995)
27 ноября 1995 года группа выпустила альбом The Gallery. А Джон Серба, описал альбом для сайта Allmusic: «Данный альбом является беспрецедентной работой одного из аутсайдеров жанра — подлинным шедевром, который помог ещё больше растянуть границы дэт-метала в 90-х годах». В 1996 году группа выпустила EP «Enter Suicidal Angels» и VHS «Zodijackyl Light», которое содержало первый клип группы.

### The Mind’s I(1997)
В 1997 году последовал третий студийный альбом The Mind’s I. Длина песен колеблется от двухминутных молниеносных композиций до достигшей почти семи минут балладе «Insanity’s Crescendo», исполненной на пару с Сарой Свенссон. В 1998 году на Osmose Productions вышло второе VHS группы World Domination Tour, которое стало последним релизом для Osmose. Одновременно со сменой лейбла произошли и некоторые изменения в составе: из группы за халатность уволили Фредрика Йоханссона, Мартин Хенриксон взял гитару, а на роль басиста взяли Михаэля Никлассона.

### Projector(1999)
В январе 1999 года, за несколько месяцев до выпуска альбома, Фредрик Йоханссон был уволен остальной частью Dark Tranquility, из-за того, что Йоханссон хотел больше сосредоточиться на семье. Поскольку группа лишилась гитариста, эта роль была передана Мартину Хенрикссону. На место басиста группа наняла Михаэль Никлассона. Наконец, поскольку в альбоме было много фортепиано, клавишных и электроники, а группа хотела, чтобы он стал неотъемлемой частью более позднего творчества группы, они также наняли клавишника, Мартина Брандстрема.
Вышедший в 1998 году альбом Projector вызвал огромный диссонанс фэнов поделив их фактически на два лагеря: одни признали его самым лучшим альбомом группы, другие отреклись от группы из-за него. В интервью журналу Darkside отвечал на вопросы по поводу альбома Микаэль Станне:

Не буду скрывать, что некоторая часть наших старых фэнов так и не смогла принять наш шаг по облегчению звучания и внесению в него новых элементов. Многие связывают это с переходом на Century Media, предрекая нам судьбу The Gathering и Tiamat. Но я хочу ещё раз открыто заявить, что наш новый лейбл абсолютно тут ни при чём! Они просто очень хорошо сделали свою работу по промоушну альбома и нашей поддержке. А уж какую музыку нам играть решаем только мы сами, и никто более!

Этот альбом был номинирован на шведскую премию Грэмми. В 1999 году группа заключила контракт с лейблом Century Media Records и с тех пор неоднократно его продлевала.

### Haven,Damage Done,Characterи перемены в звучании (2000—2005)
Спустя год, в 2000 году, последовал пятый альбом Haven.
2002 стал переломным для жанра: многие из старых групп, таких, как In Flames, Soilwork начали смешивать мелодик-дэт с альтернативными элементами, чтобы расширить музыкальные рамки. Постоянные споры в прессе и СМИ, постоянно сравнивавшие In Flames и Dark Tranquillity, привели к тому, что группа в противовес выпустила Damage Done, сочетавший классическое тяжёлое звучание с атмосферными синтезаторными вставками.
После выхода альбома группа отправилась в продолжительное турне, во время которого музыканты успели посетить Южную Корею, Японию и к 2004 году добраться на Wacken Open Air. В процессе тура группа писала материал для следующего альбома, релиз которого был намечен на 2004 год. В 2004 году альбом Character был полностью готов, но выйти в свет ему удалось только 21 января 2005-го, так как у группы закончился контракт с их лейблом. После рассмотрения многочисленных предложений DT решили продлить контракт с Century Media ещё на 3 альбома.

### Fiction,We Are the Void(2007 — 2010)
21 февраля 2007 года был выпущен альбом Fiction, который ознаменовал возвращение чистого вокала Станне и отметился участием приглашённой вокалистки - первый раз со времен Projector. Альбом сочетал атмосферный стиль Projector и Haven с более агрессивными чертами Character и Damage Done.
В августе 2008 года группу покинул Микаэль Никлассон, на место которого был принят Даниэль Антонссон, бывший гитарист Soilwork. Это было третье изменение в составе за все время существования группы.
14 октября 2009 года Dark Tranquility завершили работу над своим девятым студийным альбомом. 21 декабря 2009 года Dark Tranquility выпустили песню "Dream Oblivion", а 14 января 2010 года они опубликовали песню "At the Point of Ignition" из нового альбома эксклюзивно на своей странице в MySpace. Их девятый альбом под названием We Are the Void был выпущен 1 марта 2010 года в Европе и 2 марта 2010 года в США.

### Construct(2012 — 2013)
10 января 2013 года стало известно, что Dark Tranquillity выпустят свой 10-й полноформатный альбом под названием Construct 27 мая. В поддержку нового альбома 13 апреля группа выпустила видеоклип на композицию «Uniformity», 23 мая представила трек «Endtime Hearts». Музыканты называли новую пластинку самым разнообразным и многоплановым творением со времён Projector. Альбом вышел, как и было предварительно спланировано, 27 мая.
1 февраля 2014 года группа выпустила EP под названием A Memory Construct, в состав которой вошли два трека: «A Memory Construct» и b-side альбома Construct «Sorrows Architect».

### Atoma(2014 — 2016)
В марте 2016 г. Dark Tranquillity покинул Мартин Хенрикссон, мотивировав это тем, что после 26 лет работы в группе  "потерял страсть к исполнению музыки".
22 мая 2016 года музыканты начали записывать свой одиннадцатый полноформатный альбом Atoma, но официально он был анонсирован только 6 июля 2016 года. Альбом вышел 4 ноября 2016 года на лейбле Century Media.

### Moment(2019 — 2020)
29 июня 2019 года Микаэль Станне в интервью рассказал, что группа собирает новый материал и начинает готовиться к записи.

22 марта 2020 г. Никлас Сундин, бессменный соло-гитарист группы в течение 30 лет и дизайнер её альбомов, заявил, что покидает Dark Tranquillity, чтобы уделять больше времени семье:
...Ни для кого не секрет, что я всегда наслаждался творческим процессом больше, чем аспектами выступления в группе, а требуемые обширные гастроли становились с каждым альбомом все менее привлекательными. Группа и фанаты заслуживают тех участников, которые хотят быть в группе, двигаться дальше, сохраняя импульс. Именно по этой причине я принял решение отойти в сторону и направить свое творчество в другие области. Я все еще буду вовлечен в визуальную сторону Dark Tranquility и разработаю новую обложку для следующего альбома.
Неделей позже в соцсетях группы появилась информация о записи очередного альбома. Также стало известно, что к Dark Tranquillity присоединились Кристофер Эмотт, сооснователь Arch Enemy и Armageddon, и Йохан Рейнхольдc (Andromeda), бывшие участниками гастрольного состава группы с 2017 г. Пандемия коронавируса не помешала музыкантам записать новую пластинку. 11 сентября 2020 года они анонсировали свой двенадцатый студийный альбом Moment, выход которого намечен на 20 ноября 2020 г.
13 августа 2021 года было объявлено, что группу покинули барабанщик-основатель Андерс Йиварп и басист Андерс Иверс. На официальной странице группы в Facebook группа пояснила, что ушедшие музыканты планируют заняться другими проектами. В предстоящем туре место барабанщика займёт Йоаким Страндберг Нильссон из In Mourning, а Кристиан Янссон из Grand Cadaver выступит в качестве басиста.

## Состав группы
| Нынешний состав - Микаель Станне — вокал (1994-настоящее время), ритм-гитара (1989-1994) - Йохан Рейнхольдс — соло-гитара (2020-настоящее время; сессионно: 2017-2020) - Кристофер Эмотт — ритм-гитара (2020-настоящее время; сессионно: 2017-2020) - Мартин Брэндстрём — клавишные (1999-настоящее время) - Кристиан Янссон — бас-гитара (2022-настоящее время; сессионно: 2021-2022) - Йоаким Страндберг Нильссон — ударные (2022-настоящее время; сессионно: 2021-2022) | Бывшие участники - Андерс Фриден — вокал (1989-1994) - Мартин Хенрикссон — ритм-гитара (1999-2016), бас-гитара (1989-1999, 2013-2015) - Фредрик Йоханссон — ритм-гитара (1994-1999) - Микаель Никлассон — бас-гитара (1999-2008) - Даниель Антонссон — бас-гитара (2008-2013) - Никлас Сундин — соло-гитара (1989-2020) - Андерс Йиварп — ударные (1989-2021) - Андерс Иверс — бас-гитара (2015-2021) Бывшие сессионные музыканты - Робин Энгстрём — ударные (2001) - Эрик Якобссон — ритм-гитара (2015) - Йенс Флорен — ритм-гитара (2016) - Себастьян Мирен — ритм-гитара (2016-2017) - Майк Беар — бас-гитара (2022) - Джоуи Консепшн — соло-гитара (2022) |

Временна́я шкала

## Дискография
- 1993 — Skydancer
- 1995 — The Gallery
- 1997 — The Mind’s I
- 1999 — Projector
- 2000 — Haven
- 2002 — Damage Done
- 2005 — Character
- 2007 — Fiction
- 2010 — We Are the Void
- 2013 — Construct
- 2016 — Atoma
- 2020 — Moment
- 2024 — Endtime Signals